# Scopula umbelaria
Scopula umbelaria là một loài bướm đêm trong họ Geometridae.

## Hình ảnh

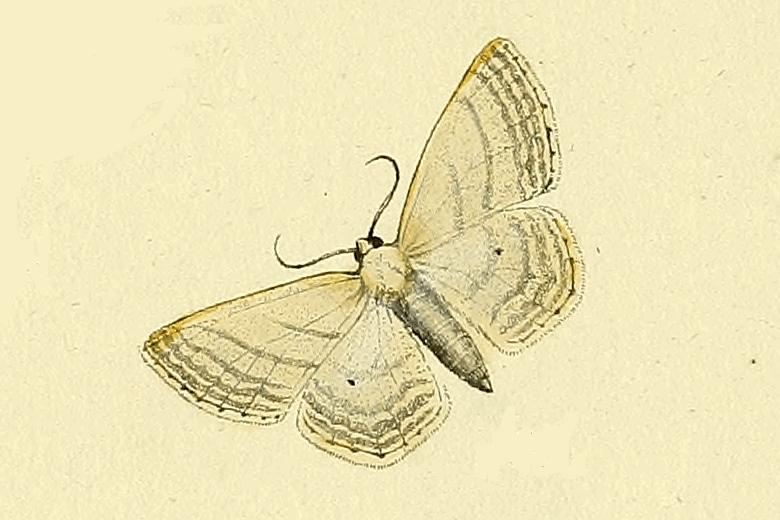